# یان بوتو
یان بوتو (انگلیسی: Ján Botto; ۲۷ ژانویهٔ ۱۸۲۹ – ۲۸ آوریل ۱۸۸۱) شاعر اهل اسلواکی، نویسنده هم نسل لودویت اشتور و یکی از بنیانگذاران اولین سالن ورزشی اسلواکی در رووتسا بود. او به همراه سامو چالوپکا، آندری اسلادکوویچ و یانکو کرال یکی از مهمترین شاعران رمانتیسیسم اسلواکی است. او بر اثر نارسایی قلبی در ۲۸ آوریل ۱۸۸۱ درگذشت.